# جام فیبا آسیا
جام فیبا آسیا که پیشتر قهرمانی بسکتبال آسیا نامیده می‌شد، عنوان مسابقات بسکتبال است که هر چهار سال یک‌بار بین تیم‌های قارهٔ آسیا برگزار می‌شود. که تیم چین پرافتخار ترین تیم این جام است.

## تاریخچه
| سال         | میزبان       | پایانی      | پایانی       | پایانی      | مکان سوم        | مکان سوم     | مکان سوم        |
| سال         | میزبان       | قهرمان      | نتیجه        | نایب قهرمان | مقام سوم        | نتیجه        | مقام چهارم      |
| ----------- | ------------ | ----------- | ------------ | ----------- | --------------- | ------------ | --------------- |
| ۱۹۶۰ جزئیات | مانیل        | · فیلیپین   | رقابت دوره‌ای | · تایوان    | · ژاپن          | رقابت دوره‌ای | · کرهٔ جنوبی     |
| ۱۹۶۳ جزئیات | تایپه        | · فیلیپین   | ۹۱–۷۷        | · تایوان    | · کرهٔ جنوبی     | رقابت دوره‌ای | · تایلند        |
| ۱۹۶۵ جزئیات | کوالالامپور  | · ژاپن      | رقابت دوره‌ای | · فیلیپین   | · کرهٔ جنوبی     | رقابت دوره‌ای | · تایلند        |
| ۱۹۶۷ جزئیات | سئول         | · فیلیپین   | رقابت دوره‌ای | · کرهٔ جنوبی | · ژاپن          | رقابت دوره‌ای | · اندونزی       |
| ۱۹۶۹ جزئیات | بانکوک       | · کرهٔ جنوبی | رقابت دوره‌ای | · ژاپن      | · فیلیپین       | رقابت دوره‌ای | · تایوان        |
| ۱۹۷۱ جزئیات | توکیو        | · ژاپن      | رقابت دوره‌ای | · فیلیپین   | · کرهٔ جنوبی     | رقابت دوره‌ای | · تایوان        |
| ۱۹۷۳ جزئیات | مانیل        | · فیلیپین   | رقابت دوره‌ای | · کرهٔ جنوبی | · تایوان        | رقابت دوره‌ای | · ژاپن          |
| ۱۹۷۵ جزئیات | بانکوک       | · چین       | رقابت دوره‌ای | · ژاپن      | · کرهٔ جنوبی     | رقابت دوره‌ای | · هند           |
| ۱۹۷۷ جزئیات | کوالالامپور  | · چین       | رقابت دوره‌ای | · کرهٔ جنوبی | · ژاپن          | رقابت دوره‌ای | · مالزی         |
| ۱۹۷۹ جزئیات | ناگویا، آیچی | · چین       | رقابت دوره‌ای | · ژاپن      | · کرهٔ جنوبی     | رقابت دوره‌ای | · فیلیپین       |
| ۱۹۸۱ جزئیات | کلکته        | · چین       | رقابت دوره‌ای | · کرهٔ جنوبی | · ژاپن          | رقابت دوره‌ای | · فیلیپین       |
| ۱۹۸۳ جزئیات | هنگ کنگ      | · چین       | ۹۵–۷۱        | · ژاپن      | · کرهٔ جنوبی     | ۸۳–۶۰        | · کویت          |
| ۱۹۸۵ جزئیات | کوالالامپور  | · فیلیپین   | رقابت دوره‌ای | · کرهٔ جنوبی | · چین           | رقابت دوره‌ای | · مالزی         |
| ۱۹۸۷ جزئیات | بانکوک       | · چین       | ۸۶–۷۹ (و)    | · کرهٔ جنوبی | · ژاپن          | ۸۹–۷۵        | · فیلیپین       |
| ۱۹۸۹ جزئیات | پکن          | · چین       | ۱۰۲–۷۲       | · کرهٔ جنوبی | · تایوان        | ۶۹–۵۸        | · ژاپن          |
| ۱۹۹۱ جزئیات | کوبه         | · چین       | ۱۰۴–۸۸       | · کرهٔ جنوبی | · ژاپن          | ۶۳–۶۰        | · تایوان        |
| ۱۹۹۳ جزئیات | جاکارتا      | · چین       | ۹۳–۷۲        | · کرهٔ شمالی | · کرهٔ جنوبی     | ۸۶–۷۰        | · ایران         |
| ۱۹۹۵ جزئیات | سئول         | · چین       | ۸۷–۷۸        | · کرهٔ جنوبی | · ژاپن          | ۶۹–۶۳        | · تایوان        |
| ۱۹۹۷ جزئیات | ریاض         | · کرهٔ جنوبی | ۷۸–۷۶        | · ژاپن      | · چین           | ۹۴–۶۸        | · عربستان سعودی |
| ۱۹۹۹ جزئیات | فوکوئوکا     | · چین       | ۶۳–۴۵        | · کرهٔ جنوبی | · عربستان سعودی | ۹۳–۶۷        | · تایوان        |
| ۲۰۰۱ جزئیات | شانگهای      | · چین       | ۹۷–۶۳        | · لبنان     | · کرهٔ جنوبی     | ۹۵–۹۴ (و)    | · سوریه         |
| ۲۰۰۳ جزئیات | هاربین       | · چین       | ۱۰۶–۹۶       | · کرهٔ جنوبی | · قطر           | ۷۷–۶۷        | · لبنان         |
| ۲۰۰۵ جزئیات | دوحه         | · چین       | ۷۷–۶۱        | · لبنان     | · قطر           | ۸۹–۷۷        | · کرهٔ جنوبی     |
| ۲۰۰۷ جزئیات | توکوشیما     | · ایران     | ۷۴–۶۹        | · لبنان     | · کرهٔ جنوبی     | ۸۰–۷۶        | · قزاقستان      |
| ۲۰۰۹ جزئیات | تیانجین      | · ایران     | ۷۰–۵۲        | · چین       | · اردن          | ۸۰–۶۶        | · لبنان         |
| ۲۰۱۱ جزئیات | ووهان        | · چین       | ۷۰–۶۹        | · اردن      | · کرهٔ جنوبی     | ۷۰–۶۸        | · فیلیپین       |
| ۲۰۱۳ جزئیات | مانیل        | · ایران     | ۸۵–۷۱        | · فیلیپین   | · کرهٔ جنوبی     | ۷۵–۵۷        | · تایوان        |
| ۲۰۱۵ جزئیات | چانگشا       | · چین       | ۷۸–۶۷        | · فیلیپین   | · ایران         | ۶۸–۶۳        | · ژاپن          |
| ۲۰۱۷ جزئیات | بیروت        | · استرالیا  | ۷۹–۵۶        | · ایران     | · کرهٔ جنوبی     | ۸۰–۷۱        | · نیوزیلند      |
| ۲۰۲۲ جزئیات | جاکارتا      | · استرالیا  | ۷۵–۷۳        | · لبنان     | · نیوزیلند      | ۸۳–۷۵        | · اردن          |
| ۲۰۲۵ جزئیات | جده          | · استرالیا  | ۸۹-۹۰        | · چین       | · ایران         | ۷۹–۷۳        | · نیوزیلند      |

### قرن بیستم
| کشورها            | ۱۹۶۰ | ۱۹۶۳ | ۱۹۶۵ | ۱۹۶۷  | ۱۹۶۹ | ۱۹۷۱ | ۱۹۷۳  | ۱۹۷۵  | ۱۹۷۷  | ۱۹۷۹  | ۱۹۸۱  | ۱۹۸۳  | ۱۹۸۵  | ۱۹۸۷  | ۱۹۸۹  | ۱۹۹۱  | ۱۹۹۳  | ۱۹۹۵  | ۱۹۹۷  | ۱۹۹۹  |
| ----------------- | ---- | ---- | ---- | ----- | ---- | ---- | ----- | ----- | ----- | ----- | ----- | ----- | ----- | ----- | ----- | ----- | ----- | ----- | ----- | ----- |
| بحرین             |      |      |      |       |      |      |       |       | ۱۲ ام | ۱۲ ام |       |       |       | ۱۳ ام |       | ۱۵ ام |       |       | ۱۰ ام | ۱۲ ام |
| بنگلادش           |      |      |      |       |      |      |       |       |       | ۱۳ ام |       |       |       |       | ۱۵ ام |       | ۱۸ ام |       | ۱۵ ام |       |
| چین               |      |      |      |       |      |      |       | طلا   | طلا   | طلا   | طلا   | طلا   | برنز  | طلا   | طلا   | طلا   | طلا   | طلا   | برنز  | طلا   |
| تایوان            | نقره | نقره | ۵ ام | ۵ ام  | ۴ ام | ۴ ام | برنز  |       |       |       |       |       | ۶ ام  | ۵ ام  | برنز  | ۴ ام  | ۵ ام  | ۴ ام  | ۶ ام  | ۴ ام  |
| هنگ کنگ           | ۵ ام | ۶ ام | ۸ ام | ۹ ام  | ۹ ام | ۹ ام | ۱۱ ام | ۹ ام  | ۱۰ ام | ۱۱ ام | ۱۰ ام | ۷ ام  | ۱۳ ام | ۱۴ ام | ۱۳ ام | ۱۱ ام | ۱۳ ام | ۱۵ ام | ۱۴ ام | ۱۳ ام |
| هند               |      |      | ۷ ام | ۶ ام  | ۵ ام | ۶ ام | ۶ ام  | ۴ ام  | ۷ ام  | ۵ ام  | ۵ ام  | ۶ ام  | ۱۰ ام | ۶ ام  | ۶ ام  | ۱۳ ام |       | ۱۳ ام | ۱۱ ام |       |
| اندونزی           | ۶ ام |      |      | ۴ ام  |      |      | ۸ ام  | ۱۰ ام | ۱۳ ام |       |       | ۱۲ ام | ۱۱ ام | ۱۲ ام | ۱۴ ام | ۱۴ ام | ۱۲ ام | ۱۸ ام | ۱۲ ام |       |
| ایران             |      |      |      |       |      |      | ۵ ام  |       |       |       | ۸ ام  | ۵ ام  | ۸ ام  |       | ۵ ام  | ۶ ام  | ۴ ام  | ۱۰ ام | ۸ ام  |       |
| عراق              |      |      |      |       |      |      |       |       | ۶ ام  | ۸ ام  |       |       |       | ۹ ام  |       |       |       |       |       |       |
| ژاپن              | برنز |      | طلا  | برنز  | نقره | طلا  | ۴ ام  | نقره  | برنز  | نقره  | برنز  | نقره  | ۵ ام  | برنز  | ۴ ام  | برنز  | ۷ ام  | برنز  | نقره  | ۵ ام  |
| اردن              |      |      |      |       |      |      |       |       |       |       |       | ۸ ام  | ۹ ام  | ۱۰ ام |       | ۸ ام  | ۱۰ ام | ۱۷ ام | ۷ ام  |       |
| قزاقستان          |      |      |      |       |      |      |       |       |       |       |       |       |       |       |       |       |       | ۵ ام  | ۱۳ ام |       |
| کویت              |      |      |      |       |      |      |       | ۱۲ ام |       |       |       | ۴ ام  |       |       |       | ۱۲ ام | ۹ ام  | ۱۱ ام |       | ۶ ام  |
| قرقیزستان         |      |      |      |       |      |      |       |       |       |       |       |       |       |       |       |       |       | ۸ ام  |       |       |
| لبنان             |      |      |      |       |      |      |       |       |       |       |       |       |       |       |       |       |       |       |       | ۷ ام  |
| ماکائو            |      |      |      |       |      |      |       |       |       |       |       | ۱۵ ام |       | ۱۵ ام |       |       |       |       |       |       |
| مالزی             | ۷ ام | ۵ ام | ۶ ام | ۸ ام  | ۷ ام | ۵ ام | ۹ ام  | ۸ ام  | ۴ ام  | ۷ ام  | ۶ ام  | ۱۱ ام | ۴ ام  | ۷ ام  | ۹ ام  | ۱۷ ام | ۱۴ ام | ۱۴ ام |       | ۱۵ ام |
| کرهٔ شمالی         |      |      |      |       |      |      |       |       |       |       |       |       |       |       |       | ۵ ام  | نقره  |       |       |       |
| پاکستان           |      |      |      |       | ۸ ام |      | ۱۲ ام | ۱۱ ام | ۹ ام  | ۶ ام  | ۹ ام  | ۱۳ ام | ۱۴ ام |       | ۱۰ ام |       | ۱۷ ام |       |       |       |
| فلسطین            |      |      |      |       |      |      |       |       |       |       |       |       |       |       |       |       |       |       |       |       |
| فیلیپین           | طلا  | طلا  | نقره | طلا   | برنز | نقره | طلا   | ۵ ام  | ۵ ام  | ۴ ام  | ۴ ام  | ۹ ام  | طلا   | ۴ ام  | ۸ ام  | ۷ ام  | ۱۱ ام | ۱۲ ام | ۹ ام  | ۱۱ ام |
| قطر               |      |      |      |       |      |      |       |       |       |       |       |       |       |       |       | ۱۶ ام |       |       |       |       |
| عربستان سعودی     |      |      |      |       |      |      |       |       |       |       |       |       |       |       | ۷ ام  | ۹ ام  | ۶ ام  | ۶ ام  | ۴ ام  | برنز  |
| سنگاپور           |      | ۷ ام | ۹ ام | ۱۰ ام |      | ۸ ام | ۱۰ ام | ۷ ام  | ۱۱ ام | ۱۰ ام | ۱۱ ام | ۱۴ ام | ۱۲ ام | ۱۱ ام | ۱۱ ام | ۱۰ ام | ۱۶ ام |       |       |       |
| کرهٔ جنوبی         | ۴ ام | برنز | برنز | نقره  | طلا  | برنز | نقره  | برنز  | نقره  | برنز  | نقره  | برنز  | نقره  | نقره  | نقره  | نقره  | برنز  | نقره  | طلا   | نقره  |
| سری‌لانکا          |      |      |      |       |      |      |       | ۱۳ ام | ۱۴ ام |       | ۱۲ ام |       | ۱۵ ام |       |       | ۱۸ ام |       | ۱۹ ام |       |       |
| سوریه             |      |      |      |       |      |      |       |       |       |       |       |       |       |       |       |       |       |       |       | ۸ ام  |
| تایلند            |      | ۴ ام | ۴ ام | ۷ ام  | ۶ ام | ۷ ام | ۷ ام  | ۶ ام  | ۸ ام  | ۹ ام  | ۷ ام  | ۱۰ ام | ۷ ام  | ۸ ام  | ۱۲ ام |       | ۱۵ ام | ۱۶ ام |       | ۱۴ ام |
| امارات متحدهٔ عربی |      |      |      |       |      |      |       |       |       |       |       |       |       |       |       |       | ۸ ام  | ۹ ام  | ۵ ام  | ۱۰ ام |
| ازبکستان          |      |      |      |       |      |      |       |       |       |       |       |       |       |       |       |       |       | ۷ ام  |       | ۹ ام  |
| ویتنام            |      | ۸ ام | ۱۰   |       |      |      |       |       |       |       |       |       |       |       |       |       |       |       |       |       |
| مجموع             | ۷    | ۸    | ۱۰   | ۱۰    | ۹    | ۹    | ۱۲    | ۱۳    | ۱۴    | ۱۳    | ۱۲    | ۱۵    | ۱۵    | ۱۵    | ۱۵    | ۱۸    | ۱۸    | ۱۹    | ۱۵    | ۱۵    |

### قرن بیست و یکم
| کشورها            | ۲۰۰۱  | ۲۰۰۳  | ۲۰۰۵  | ۲۰۰۷  | ۲۰۰۹  | ۲۰۱۱  | ۲۰۱۳  | ۲۰۱۵  | ۲۰۱۷  | ۲۰۲۲  | ۲۰۲۵  | سال |
| استرالیا          |       |       |       |       |       |       |       |       | طلا   | طلا   | طلا   | ۳   |
| بحرین             |       |       |       |       |       | ۱۵ ام | ۱۲ ام |       |       | ۱۳ ام |       | ۹   |
| بنگلادش           |       |       |       |       |       |       |       |       |       |       |       | ۴   |
| چین               | طلا   | طلا   | طلا   | ۱۰ ام | نقره  | طلا   | ۵ ام  | طلا   | ۵ ام  | ۸ ام  | نقره  | ۲۴  |
| تایوان            | ۷ ام  | ۱۱ ام | ۹ ام  | ۶ ام  | ۵ ام  | ۸ ام  | ۴ ام  | ۱۳ ام | ۱۲ ام | ۱۰ ام | ۶ ام  | ۲۶  |
| هنگ کنگ           | ۱۱ ام | ۱۳ ام | ۱۵ ام | ۱۳ ام |       |       | ۱۰ ام | ۱۲ ام | ۱۵ ام |       |       | ۲۷  |
| هند               | ۸ ام  | ۸ ام  | ۱۲ ام | ۱۵ ام | ۱۳ ام | ۱۴ ام | ۱۱ ام | ۸ ام  | ۱۴ ام |       |       | ۲۵  |
| اندونزی           |       |       | ۱۴ ام | ۱۲ ام | ۱۵ ام | ۱۳ ام |       |       |       | ۱۱ ام |       | ۱۸  |
| ایران             |       | ۵ ام  | ۶ ام  | طلا   | طلا   | ۵ ام  | طلا   | برنز  | نقره  | ۵ ام  | برنز  | ۱۸  |
| عراق              |       |       |       |       |       |       |       |       | ۱۱ ام |       | ۱۴ ام | ۵   |
| ژاپن              | ۶ ام  | ۶ ام  | ۵ ام  | ۸ ام  | ۱۰ ام | ۷ ام  | ۹ ام  | ۴ ام  | ۹ ام  |       | ۹ ام  | ۲۸  |
| اردن              |       | ۱۰ ام | ۷ ام  | ۵ ام  | برنز  | نقره  | ۷ ام  | ۹ ام  | ۸ ام  | ۴ ام  | ۱۱ ام | ۱۵  |
| قزاقستان          |       | ۷ ام  | ۱۰ ام | ۴ ام  | ۹ ام  |       | ۸ ام  | ۱۱ ام | ۱۶ ام |       |       | ۹   |
| کویت              | ۱۲ ام | ۱۲ ام | ۱۳ ام | ۱۴ ام | ۱۱ ام |       |       | ۱۴ ام |       |       |       | ۱۲  |
| قرقیزستان         |       |       |       |       |       |       |       |       |       |       |       | ۱   |
| لبنان             | نقره  | ۴ ام  | نقره  | نقره  | ۴ ام  | ۶ ام  |       | ۵ ام  | ۶ ام  | نقره  | ۷ ام  | ۹   |
| ماکائو            |       |       |       |       |       |       |       |       |       |       |       | ۲   |
| مالزی             |       | ۱۶ ام | ۱۶ ام |       |       | ۱۱ ام | ۱۵ ام | ۱۶ ام |       |       |       | ۲۴  |
| نیوزیلند          |       |       |       |       |       |       |       |       | ۴ ام  | برنز  | ۴ ام  | ۱   |
| کرهٔ شمالی         |       |       |       |       |       |       |       |       |       |       |       | ۲   |
| پاکستان           |       |       |       |       |       |       |       |       |       |       |       | ۱۰  |
| فلسطین            |       |       |       |       |       |       |       | ۱۰ ام |       |       |       | ۱   |
| فیلیپین           |       | ۱۵ ام |       | ۹ ام  | ۸ ام  | ۴ ام  | نقره  | نقره  | ۷ ام  | ۹ ام  | ۸ ام  | ۲۷  |
| قطر               | ۵ ام  | برنز  | برنز  | ۷ ام  | ۶ ام  | ۱۶ ام | ۶ ام  | ۷ ام  | ۱۳ ام |       | ۱۳ ام | ۱۰  |
| عربستان سعودی     |       |       | ۸ ام  |       |       |       | ۱۳ ام |       |       | ۱۴ ام | ۱۰ ام | ۸   |
| سنگاپور           | ۱۴ ام |       |       |       |       |       |       | ۱۵ ام |       |       |       | ۱۷  |
| کرهٔ جنوبی         | برنز  | نقره  | ۴ ام  | برنز  | ۷ ام  | برنز  | برنز  | ۶ ام  | برنز  | ۶ ام  | ۵ ام  | ۲۹  |
| سری‌لانکا          |       |       |       |       | ۱۶ ام |       |       |       |       |       |       | ۷   |
| سوریه             | ۴ ام  | ۹ ام  |       | ۱۱ ام |       | ۹ ام  |       |       | ۱۰ ام | ۱۲ ام | ۱۶ ام | ۶   |
| تایلند            | ۱۳ ام |       |       |       |       |       | ۱۴ ام |       |       |       |       | ۱۹  |
| امارات متحدهٔ عربی | ۱۰ ام |       |       | ۱۶ ام | ۱۲ ام | ۱۰ ام |       |       |       |       |       | ۸   |
| ازبکستان          | ۹ ام  | ۱۴ ام | ۱۱ ام |       | ۱۴ ام | ۱۲ ام |       |       |       |       |       | ۷   |
| ویتنام            |       |       |       |       |       |       |       |       |       |       |       | ۲   |
| مجموع             | ۱۴    | ۱۶    | ۱۶    | ۱۶    | ۱۶    | ۱۶    | ۱۵    | ۱۶    | ۱۶    |       |       |     |

## جدول مدال
| رتبه            | کشور            | طلا | نقره | برنز | مجموع |
| --------------- | --------------- | --- | ---- | ---- | ----- |
| ۱               | چین             | ۱۶  | ۲    | ۲    | ۲۰    |
| ۲               | فیلیپین         | ۵   | ۴    | ۱    | ۱۰    |
| ۳               | ایران           | ۳   | ۱    | ۲    | ۶     |
| ۴               | استرالیا        | ۳   | ۰    | ۰    | ۳     |
| ۵               | کرهٔ جنوبی       | ۲   | ۱۱   | ۱۲   | ۲۵    |
| ۶               | ژاپن            | ۲   | ۵    | ۷    | ۱۴    |
| ۷               | لبنان           | ۰   | ۴    | ۰    | ۴     |
| ۸               | تایوان          | ۰   | ۲    | ۲    | ۴     |
| ۹               | اردن            | ۰   | ۱    | ۱    | ۲     |
| ۱۰              | کرهٔ شمالی       | ۰   | ۱    | ۰    | ۱     |
| ۱۱              | قطر             | ۰   | ۰    | ۲    | ۲     |
| ۱۲              | عربستان سعودی   | ۰   | ۰    | ۱    | ۱     |
| ۱۲              | نیوزیلند        | ۰   | ۰    | ۱    | ۱     |
| مجموع (۱۳ کشور) | مجموع (۱۳ کشور) | ۳۱  | ۳۱   | ۳۱   | ۹۳    |

## جایزهٔ باارزش‌ترین بازیکن
| سال  | برنده جایزه   |
| ---- | ------------- |
| ۱۹۶۰ | Carlos Badion |
| ۱۹۸۷ | Lee Chung-Hee |
| ۱۹۹۵ | Hur Jae       |
| ۱۹۹۷ | Chun Hee-Chul |
| ۱۹۹۹ | Hu Weidong    |
| ۲۰۰۱ | یائو مینگ     |
| ۲۰۰۳ | یائو مینگ     |
| ۲۰۰۵ | یائو مینگ     |
| ۲۰۰۷ | حامد حدادی    |
| ۲۰۰۹ | حامد حدادی    |
| ۲۰۱۱ | یی جالیان     |
| ۲۰۱۳ | حامد حدادی    |
| ۲۰۱۵ | یی جالیان     |
| ۲۰۱۷ | حامد حدادی    |
| ۲۰۲۲ | وائل اراکجی   |
| ۲۰۲۵ | جیالین گالووی |

## آمار عمومی
آمار کلی از جام بسکتبال آسیا ۲۰۱۷
| تیم               | بازی | برد | باخت | درصد پیروزی |
| ----------------- | ---- | --- | ---- | ----------- |
| استرالیا          | ۶    | ۶   | ۰    | ۱۰۰٪        |
| بحرین             | ۵۹   | ۲۰  | ۳۹   | ۳۴٪         |
| بنگلادش           | ۲۵   | ۰   | ۲۵   | ۰٪          |
| چین               | ۱۷۴  | ۱۶۰ | ۱۴   | ۹۲٪         |
| تایوان            | ۱۸۸  | ۱۱۴ | ۷۴   | ۶۱٪         |
| هنگ کنگ           | ۱۹۴  | ۵۳  | ۱۴۱  | ۲۷٪         |
| هند               | ۱۷۵  | ۷۱  | ۱۰۴  | ۴۱٪         |
| اندونزی           | ۱۱۶  | ۳۲  | ۸۴   | ۲۸٪         |
| ایران             | ۱۳۰  | ۸۷  | ۴۳   | ۶۷٪         |
| عراق              | ۲۹   | ۱۴  | ۱۵   | ۴۸٪         |
| ژاپن              | ۲۱۶  | ۱۴۳ | ۷۳   | ۶۶٪         |
| اردن              | ۱۱۲  | ۵۹  | ۵۳   | ۵۳٪         |
| قزاقستان          | ۶۴   | ۲۸  | ۳۶   | ۴۴٪         |
| کویت              | ۸۴   | ۲۹  | ۵۵   | ۳۵٪         |
| قرقیزستان         | ۸    | ۳   | ۵    | ۳۸٪         |
| لبنان             | ۷۳   | ۴۴  | ۲۷   | ۶۰٪         |
| ماکائو            | ۱۲   | ۰   | ۱۲   | ۰٪          |
| مالزی             | ۱۷۵  | ۵۹  | ۱۱۶  | ۳۴٪         |
| نیوزیلند          | ۶    | ۳   | ۳    | ۵۰٪         |
| کرهٔ شمالی         | ۱۴   | ۱۰  | ۴    | ۷۱٪         |
| پاکستان           | ۷۳   | ۲۱  | ۵۲   | ۲۹٪         |
| فلسطین            | ۸    | ۴   | ۴    | ۵۰٪         |
| فیلیپین           | ۲۱۱  | ۱۴۰ | ۷۱   | ۶۶٪         |
| قطر               | ۷۲   | ۳۶  | ۳۶   | ۵۰٪         |
| عربستان سعودی     | ۵۷   | ۲۹  | ۲۸   | ۵۱٪         |
| سنگاپور           | ۱۲۸  | ۳۶  | ۹۱   | ۲۸٪         |
| کرهٔ جنوبی         | ۲۳۶  | ۱۸۲ | ۵۴   | ۷۷٪         |
| سری‌لانکا          | ۴۶   | ۰   | ۴۶   | ۰٪          |
| سوریه             | ۳۹   | ۱۶  | ۲۳   | ۱۵٪         |
| تایلند            | ۱۴۵  | ۵۷  | ۸۸   | ۳۹٪         |
| امارات متحدهٔ عربی | ۵۶   | ۲۲  | ۳۴   | ۳۹٪         |
| ازبکستان          | ۴۵   | ۱۷  | ۲۸   | ۳۸٪         |
| ویتنام            | ۱۷   | ۱   | ۱۶   | ۶٪          |